# Doctrine des Témoins de Jéhovah sur la sexualité
La doctrine des Témoins de Jéhovah sur la sexualité est typique d'une Église chrétienne conservatrice. La Société Watchtower enseigne à ses membres que ceux-ci doivent s'abstenir de toute relation sexuelle en dehors et avant le mariage ; par ailleurs, l'homosexualité et la masturbation sont considérées comme étant des péchés. De plus, les membres doivent également être moralement purs dans leurs pensées, dans leurs paroles et dans leurs actes, notamment en rejetant les propos licencieux et la pornographie. Ils ne peuvent pas non plus travailler dans des entreprises liées à l'exploitation commerciale du sexe.

## Historique
Charles Taze Russell, le fondateur du mouvement religieux, a été président jusqu'en 1916. Il semblait comprendre les besoins sexuels des fidèles membres des Étudiants de la Bible. Il considérait toutefois que le sexe était de nature non-spirituelle et plutôt animale. Du fait de ses problèmes conjugaux (il a été séparé légalement de son épouse), il est devenu très sensible aux relations hommes-femmes, mais la plupart de ses disciples vivant en couple n'avaient pas de relations sexuelles. Sous la présidence de son successeur Joseph Franklin Rutherford (entre 1916 et 1942), les rapports sexuels ont été condamnés avec une plus grande sévérité. Cela a affecté la vie des fidèles mariés de façon défavorable.
Nathan Homer Knorr, le troisième président, a été affecté par le point de vue de son prédécesseur sur les questions sexuelles. C'est pourquoi il a adopté un point de vue très différent sur celles-ci. L'amour romantique a été réhabilité, mais les rapports sexuels ont été soumis à une stricte moralité.
De 1972 à 1978, la direction des Témoins de Jéhovah a souhaité régenter encore plus strictement qu'avant les relations sexuelles au sein des couples mariés : seule la copulation vaginale était désormais autorisée, à l'exception de toute autre forme de comportement sexuel (copulation anale ou buccale) qui était dès lors considéré comme étant contre nature et passible d'excommunication. De nombreux courriers de fidèles ont afflué au siège mondial afin de savoir si tel ou tel comportement amoureux à l'intérieur du couple était convenable ou pas. Selon Raymond Franz, un ex-membre du Collège central, cette situation a engendré de nombreuses auditions judiciaires et bien de l'embarras chez les fidèles obligés de raconter en détail leurs ébats amoureux, et a conduit à des divorces. Dans les couples mixtes sur le plan religieux, le conjoint non-Témoin de Jéhovah a souvent considéré cette disposition comme une « intrusion injustifiée dans leur intimité ». Cette règle fut néanmoins abandonnée en 1978, considérant que les pratiques sexuelles d'un couple marié relèvent de son intimité. 
Frederick William Franz, qui fut le quatrième président de la société Watchtower à partir de 1977, alla jusqu'à préciser où il était possible d'embrasser son/sa compagnon/compagne et où il ne fallait pas ; cette attitude a été considérée par des critiques du mouvement comme une volonté de régenter chaque détail de la vie des fidèles.
De plus, il rétablit en 1983 la règle de 1972. Dans La Tour de garde du 15 mars 1983 (anglais), la Société Watchtower a considéré ce revirement comme étant un « ajustement dans la compréhension » et a déclaré à nouveau que les membres ayant une activité sexuelle jugée immorale dans le cadre du mariage pourraient être excommuniés. Toutefois, selon Raymond Franz, le retour de cette prérogative n'engendra pas beaucoup d’auditions judiciaires, contrairement à ce qui se passa entre 1972 et 1978.
Depuis, les publications du mouvement religieux continuent de promouvoir le puritanisme sexuel. Par exemple, il est préconisé aux couples mariés de « modérer leurs ardeurs » dans leur vie sexuelle et de faire preuve de maîtrise d'eux-mêmes. Ils ne peuvent pas « imiter des pratiques homosexuelles dans leur intimité conjugale ». Les relations bucco-génitales sont en principe proscrites, et des critiques du mouvement considèrent que cette mesure « demande un sacrifice, crée une frustration, exige une soumission » de la part des fidèles. La pratique continuelle de ces formes de sexualité de façon notoire, récente, et sans manifestation de remords, peut conduire à la perte de privilèges de service à l'intérieur de la congrégation.

## Pratiques condamnées
Selon les Témoins de Jéhovah, le mot grec pornéïa utilisé dans la Bible pour condamner la fornication, désigne des « relations sexuelles entre personnes qui ne sont pas mari et femme, incluant les relations sexuelles bucco-génitales, la sodomie et le fait de masturber un partenaire ». De ce fait, tout comportement sexuel en dehors du mariage est explicitement condamné par ce mouvement, que ce soit la fornication, l'adultère, l'homosexualité, et bien sûr la zoophilie. Chacune de ces pratiques, si elle est connue par les anciens et que le coupable ne se manifeste pas de repentir, entraîne une excommunication du mouvement. La pédophilie est aussi condamnée. La masturbation est déconseillée, mais sa pratique n'entraîne pas de sanctions.

### Fornication et adultère
Les relations sexuelles ne sont autorisées qu'entre fidèles mariés et le flirt n'est pas autorisé. Des personnes se fréquentant en vue du mariage sont autorisées à passer du temps ensemble, mais à la seule condition d'être chaperonnées, afin qu'elles ne commettent pas d'acte sexuel. Il est considéré comme inconvenant de s'embrasser avant les fiançailles.
Dans le terme de 'fornication', les Témoins de Jéhovah englobent toute utilisation du sexe avec un partenaire qui n'est pas son conjoint, même s'il n'y a pas pénétration (masturbation mutuelle, caresses sur les parties génitales...). Un fidèle commettant la fornication sans se repentir est excommunié du mouvement.
L'adultère, qui désigne un rapport sexuel volontaire d’une personne mariée avec quelqu’un de l’autre sexe qui n’est pas son conjoint, est de même condamné de façon explicite au sein des Témoins de Jéhovah. C'est d'ailleurs le seul motif de divorce que le mouvement religieux reconnaît.

### Homosexualité
La Société Watchtower a une attitude envers l'homosexualité qui est semblable à celle de la plupart des autres groupes religieux chrétiens conservateurs. Les Témoins de Jéhovah pensent que l'homosexualité est une pratique contraire a ce que la Bible déclare. Pratiquer des actes sexuels entre personnes de même sexe revient selon eux à se rabaisser au niveau de la bête, et un fidèle qui s'y adonne risque l'excommunication s'il ne se repent pas.
Ainsi, le fidèle Témoin de Jéhovah qui éprouve une attirance homosexuelle ne peut que rester célibataire ou bien se marier avec une personne du sexe opposé. Cette situation pouvant être mal vécue, des sites de soutien ont été créés sur Internet afin de venir en aide aux gays, lesbiennes, bisexuels et transgenres fidèles ou ex-fidèles du mouvement.
passage à sourcer[réf. nécessaire]

### Pédophilie
La pédophilie est contraire aux valeurs morales des Témoins de Jéhovah. Ils pensent que cette pratique relève de ce que la Bible appelle la pornéia en grec, c'est-à-dire une relation sexuelle hors du cadre du mariage. Ils considèrent cette pratique un péché grave susceptible de tomber sous le coup d'une excommunication de la part de celui qui s'y adonne.
Néanmoins, des critiques sur le traitement de la pédophilie chez les Témoins de Jéhovah ont été formulées. L'affaire a fait surface principalement à la fin des années 1990 quand Bill Bowen, ancien d'une congrégation américaine et scandalisé de la réponse du Béthel à la suite d'une de ses demandes concernant une affaire de pédophilie qu'il traitait au sein de sa congrégation, a alerté la presse, et monté un site Web baptisé Silentlambs, qui a récolté des dizaines de témoignages allant dans le même sens en peu de temps. Cette mobilisation a entrainé plusieurs émissions de télévision tant aux États-Unis, qu'en Australie, en Angleterre, au Danemark et en Suède. Toutefois, d'après Barbara Anderson, ancienne chercheuse pour le compte du Comité de Rédaction du siège mondial, le débat a pris place au plus haut niveau dans le début des années 1990. Il leur est reproché d'avoir pendant longtemps traité en interne les affaires de pédophilie, sans en avoir averti les autorités judiciaires de ces pays, pour « ne pas jeter l'opprobre sur l'Organisation de Jéhovah ».

### Masturbation
La masturbation, bien que ne faisant pas partie des péchés passibles d'excommunication, est prohibée au sein des Témoins de Jéhovah. Il est recommandé aux jeunes de combattre cette pratique. Selon les publications des Témoins de Jéhovah, la masturbation peut être nuisible à un mariage ultérieur (la personne se masturbant risquant de ne pas chercher à satisfaire les besoins de son conjoint) et peut contribuer à des fantasmes de nature homosexuelle. L'idée mise en évidence par le mouvement religieux pour interdire la masturbation est que « le corps est un temple de Dieu » et doit par conséquent être exempt de tout contamination morale.
Selon l'ancien adepte Nicolas Jaquette, la condamnation de cette pratique par le mouvement a entraîné chez lui une forte culpabilisation, qui l'a amené à se confesser à ses parents Témoins de Jéhovah, ceci en vue de recevoir une aide spirituelle et de mettre un terme à cette pratique.

## Controverses
Selon Emmanuel Jancovici, chargé de mission pour la coordination, la prévention et le traitement des dérives sectaires, il existe une tension très forte dans le mouvement, entre la fermeture du groupe et la répression sexuelle. Il explique que des adultes lui ont dit qu’il y a un tel contrôle de l’intimité que, la plupart du temps, les couples n’ont plus de vie sexuelle. D'après lui, cela peut entraîner des dérives et peut expliquer le nombre de cas de pédophilie qu'il estime important dans le mouvement.